# Miss USA 1999
A 48ª edição do concurso Miss USA foi realizada no Grande Palace Theatre, em Branson, no Estado do Missouri em 4 de fevereiro de 1999.
Na conclusão da competição final, Kimberly Pressler, de Nova York, foi coroada pela antecessora Shawnae Jebbia, do Massachusetts. Pressler se tornou a terceira Miss New York USA a levar a coroa na noite das finais e a quarta detentora do título nacional saída do Estado de Nova Iorque.
Após meses de negociação, Branson foi anunciada como sede do concurso em novembro de 1998. Autoridades da cidade pagaram US$ 125 mil de impostos para sediar o concurso em Branson na tentativa de incrementar a indústria do turismo, mas admitiram depois que o concurso não cobriu os custos. Patrocinadores contribuíram com US$ 1 milhão para cobrir as despesas de sede do evento. O concurso foi realizado em Shreveport, Luisiana, em 1997 e 1998.
O ator Shemar Moore, à época na novela The Young and the Restless, apresentou o certame nacional pela única vez - meses antes, Moore tinha sido convidado pela CBS e pela Miss Universe Organization para o júri do Miss Universo 1998, realizado em Honolulu. A Miss USA 1996, Ali Landry, e Julie Moran repetiram a dupla de comentaristas do ano anterior. Collin Raye e The Atomic Fireballs foram as atrações musicais da noite.

## Resultados

### Classificações
| Resultado Final | Candidata |
| --------------- | --- |

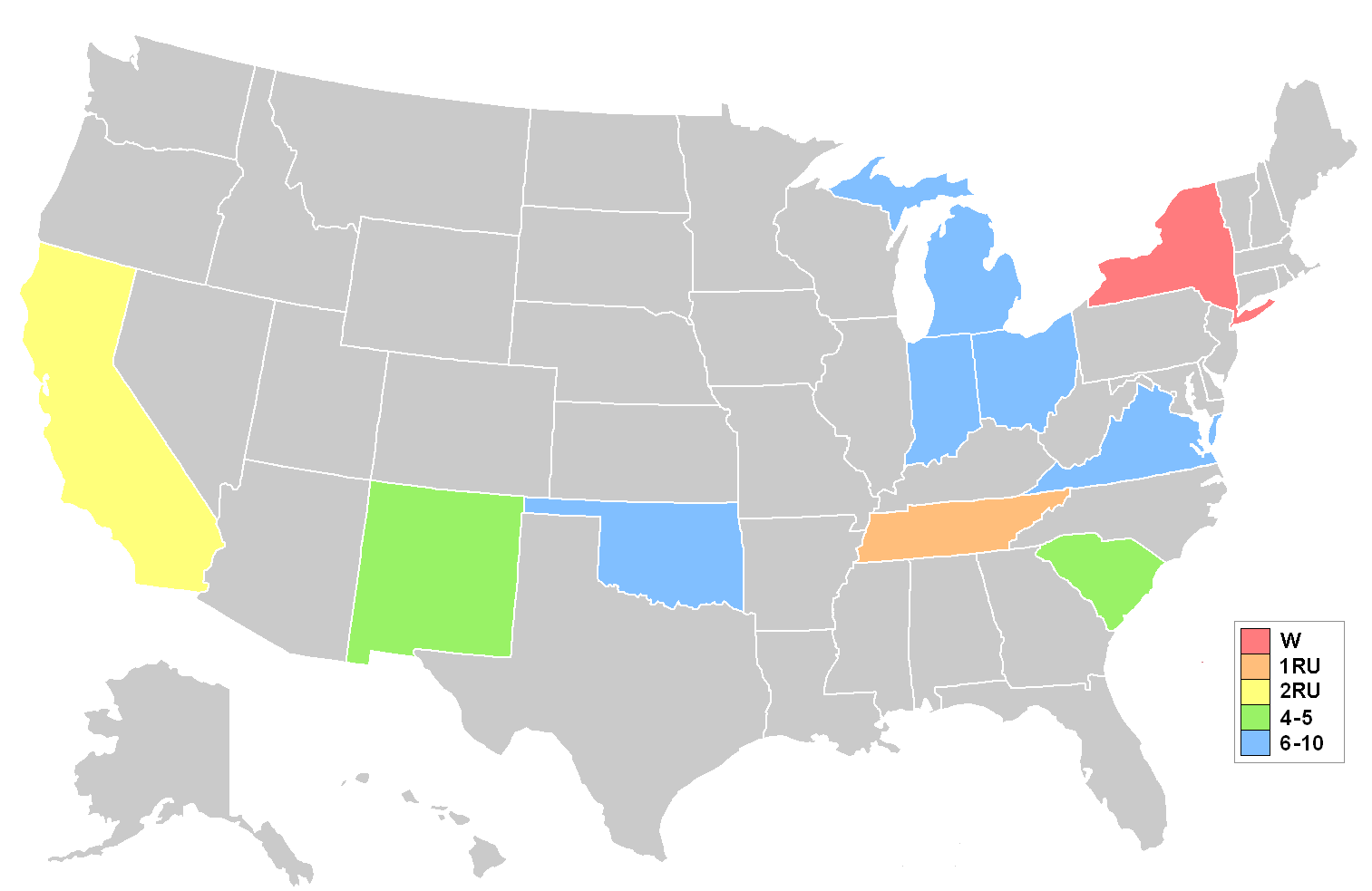
Mapa mostrando as classificações por Estado

| Miss USA 1999   | - Nova York - Kimberly Pressler |
| 2ª colocada     | - Tennessee - Morgan Tandy High |
| 3ª colocada     | - Califórnia - Angelique Breaux |
| Top 5           | - Carolina do Sul - Lauren Poppell - Novo México - Michelle Rios                                                                             |
| Top 10          | - Indiana - Pratima Yarlagadda - Virgínia - Kellie Lightbourn - Oklahoma - Dia Webb - Ohio - Melinda Miller - Michigan - Shannon Grace Clark |

### Premiações especiais
- Miss Simpatia: Cara Jackson (Arizona)
- Miss Fotogenia: Elyzabeth Pham (Wisconsin)
- Premiação de Estilo: Kellie Lightbourn (Virgínia)
- Melhor em traje de banho: Lauren Poppell (Carolina do Sul)

### Competição final
| \| Estado \| Entrevista \| Traje de Banho \| Traje de Gala \| Média \| Finalistas \| \| --------------- \| ---------- \| -------------- \| ------------- \| ----- \| ---------- \| \| Nova York \| 8.46 \| 9.63 \| 9.33 \| 9.14 \| 9.65 \| \| Tennessee \| 8.90 \| 9.53 \| 9.73 \| 9.38 \| 9.75 \| \| Califórnia \| 8.93 \| 9.64 \| 9.56 \| 9.37 \| 9.60 \| \| Carolina do Sul \| 8.68 \| 9.64 \| 9.64 \| 9.32 \| 9.51 \| \| Novo México \| 8.82 \| 9.36 \| 9.11 \| 9.09 \| 9.23 \| \| Indiana \| 8.73 \| 9.08 \| 9.18 \| 8.99 \| \| \| Virgínia \| 8.56 \| 9.29 \| 8.86 \| 8.90 \| \| \| Oklahoma \| 8.80 \| 8.88 \| 8.98 \| 8.87 \| \| \| Ohio \| 8.50 \| 8.91 \| 8.96 \| 8.79 \| \| \| Michigan \| 8.43 \| 8.93 \| 8.95 \| 8.77 \| \| | Vencedora 2ª colocada 3ª colocada Finalista Top 5 |                |               |       |            |
| Estado | Entrevista                                        | Traje de Banho | Traje de Gala | Média | Finalistas |
| Nova York | 8.46                                              | 9.63           | 9.33          | 9.14  | 9.65       |
| Tennessee | 8.90                                              | 9.53           | 9.73          | 9.38  | 9.75       |
| Califórnia | 8.93                                              | 9.64           | 9.56          | 9.37  | 9.60       |
| Carolina do Sul | 8.68                                              | 9.64           | 9.64          | 9.32  | 9.51       |
| Novo México | 8.82                                              | 9.36           | 9.11          | 9.09  | 9.23       |
| Indiana | 8.73                                              | 9.08           | 9.18          | 8.99  |            |
| Virgínia | 8.56                                              | 9.29           | 8.86          | 8.90  |            |
| Oklahoma | 8.80                                              | 8.88           | 8.98          | 8.87  |            |
| Ohio | 8.50                                              | 8.91           | 8.96          | 8.79  |            |
| Michigan | 8.43                                              | 8.93           | 8.95          | 8.77  |            |

## Candidatas
| - Alabama - Doree Walker - Alasca - Anna Ruble - Arizona - Cara Jackson - Arkansas - Allison Heavener - Califórnia - Angelique Breaux - Colorado - Susan Manuello - Connecticut - Christina D’Amico - Delaware - Jackie Pilla - Distrito de Columbia - Amy Alderson - Flórida - Melissa Quesada - Geórgia - Meredith Young - Havaí - Trini-Ann Leilani Kaopuiki - Idaho - Amy Ambrose - Illinois - Christina Lam - Indiana - Pratima Yarlagadda - Iowa - Jaclyn Solinger - Cansas - Amanda Carraway - Kentucky - Lori Menshouse - Luisiana - Melissa Bongiovanni - Maine - Heather Coutts - Maryland - Kelly Donohue - Massachusetts - Jennifer Krafve - Michigan - Shannon Grace Clark - Minnesota - Crystal VanDenberg - Mississippi - Kari Babski - Missouri - Teri Bollinger | - Montana - Michon Adele Zink - Nebrasca - WaLynda Sipple - Nevada - Shaynee Smith - Nova Hampshire - Melissa MacLaughlin - Nova Jérsei - Candice Alana Royal - Novo México - Michelle Rios - Nova York - Kimberly Ann Pressler - Carolina do Norte - Joy Hall - Dacota do Norte - Shayna Bank - Ohio - Melinda Miller - Oklahoma - Dia Webb - Oregon - Amy Nelson - Pensilvânia - Melissa Godshall - Rhode Island - Claire DeSimone - Carolina Do Sul - Lauren Poppell - Dacota do Sul - Shawna Gross - Tennessee - Morgan Tandy High - Texas - Carissa Blair - Utah - Rachel Rasmussen - Vermont - Nicole Lewis - Virgínia - Kelli Lightbourn - Washington - Tammy Jansen - Virgínia Ocidental - Amanda Burns - Wisconsin - Elyzabeth Pham - Wyoming - Arnica Bryant |

## Crossovers
Treze candidatas competiram anteriormente ou competiriam mais tarde nos concursos Miss Mundo, Miss Teen USA ou Miss América.
- Candidata que competiu depois no Miss Mundo:
  - Angelique Breaux (Califórnia) - Miss World USA 2000 (Top 10 semifinalista no Miss Mundo 2000)

- Candidatas que tiveram um título estadual anterior de Miss Teen USA:
  - Kimberly Pressler (Nova York) - Miss New York Teen USA 1994
  - Lauren Poppell (Carolina do Sul) - Miss South Carolina Teen USA 1993 (Top 12 semifinalista no Miss Teen USA 1993)
  - Meredith Young (Geórgia) - Miss Georgia Teen USA 1991 (2ª colocada no Miss Teen USA 1991)
  - Terri Bollinger (Missouri) - Miss Illinois Teen USA 1990
  - Trini-Ann Kaopuiki (Havaí) - Miss Hawaii Teen USA 1991
  - Carissa Blair (Texas) - Miss Texas Teen USA 1992
  - WyLynda Sipple (Nebrasca) - Miss Michigan Teen USA 1992
  - Amy Jo Ambrose (Idaho) - Miss Idaho Teen USA 1995
  - Amanda Carraway (Cansas) - Miss Kansas Teen USA 1996
  - Amanda Burns (Virgínia Ocidental) - Miss West Virginia Teen USA 1997

- Candidatas que tiveram um título estadual anterior de Miss America:
  - Cara Jackson (Arizona) - Miss Arizona 1995
  - Lori Menshouse (Kentucky) - Miss Kentucky 1997